# Microeca papuana
A Microeca papuana a madarak osztályának a verébalakúak (Passeriformes) rendjéhez és a  cinegelégykapó-félék (Petroicidae) családjához tartozó faj.

## Rendszerezése
A fajt Adolf Bernhard Meyer német ornitológus írta le 1875-ben. Az újabb besorolások szerint a Devioeca nem egyetlen faja Devioeca papuana néven. Az átsorolást, még nem mindenki fogadja el.

## Előfordulása
Új-Guinea szigetén, Indonézia és Pápua Új-Guinea területén honos. Természetes élőhelyei a szubtrópusi és trópusi hegyi esőerdők, valamint másodlagos erdők. Állandó, nem vonuló faj.

## Megjelenése
Testhossza 13 centiméter, testtömege  13-16 gramm.

## Természetvédelmi helyzete
Az elterjedési területe nagyon nagy, egyedszáma pedig stabil. A Természetvédelmi Világszövetség Vörös listáján nem fenyegetett fajként szerepel.